# Ирбитский музей народного быта
Ирбитский музей народного быта — частный историко-краеведческий музейный комплекс, расположенный в городе Ирбит Свердловской области, Российская Федерация.

## История
Музей был открыт 23 мая 2011 года на базе частной коллекции предметов народного быта конца XIX — первой половины XX века, собранной предпринимателем и общественным деятелем города Михаилом Ивановичем Смердовым.
Музей открылся в пустовавшем здании бывшего водочного завода.
17 января 2017 года коллекция музея частично пострадала при обрушении крыши стоящего рядом особняка XIX века — памятника архитектуры, находившегося в аварийном состоянии.

## Коллекция
Коллекция музея насчитывает свыше 10 000 экспонатов, включая крупную коллекцию самоваров (свыше 300 штук). Уникальный экспонат — самоходный самовар объёмом 415 литров, занесён в книгу рекордов России.
В музее представлены русские печи, глиняные горшки, ухваты, рубашки, сарафаны, веретена, чугунки, прялки, утюги, стулья, настенные часы, иконы, чучела животных, таких как куницы, зайцы, лисы, барсуки и кабаны. Особый интерес для туристов представляют зал «Русская кухня», где подаются славянские блюда: блины, сметана, творог, пироги, каши, различные мясные супы, и экспозиция «Вогулы(манси)», рассказывающая о жизни этого северного народа. На территории музея регулярно проводятся квесты и экскурсии как для туристов, так и для школьников и воспитанников детских садов.